# NGC 3240
NGC 3240 ist eine Spiralgalaxie mit ausgedehnten Sternentstehungsgebieten vom Hubble-Typ Sc im Sternbild Hydra südlich der Ekliptik. Sie ist schätzungsweise 150 Millionen Lichtjahre von der Milchstraße entfernt und hat einen Durchmesser von etwa 50.000 Lichtjahren.

Im selben Himmelsareal befindet sich u. a. die Galaxie NGC 3233.
Die Typ-Ic-Supernova SN 2001M wurde hier beobachtet.
Das Objekt wurde am 20. März 1835 von John Herschel entdeckt.